# 香港植樹日
香港植樹日從1998年開始，在每年3月的第四個星期天被定為“植樹日”，並由香港植樹日籌備委員會所舉辦。香港植樹日的目的是通過植樹活動來綠化香港，並且向香港市民宣傳環保、防止山火及保護山林。
香港植樹日籌備委員會中有政府、鄉議局、區議會及綠色團體的代表。在2006年，主席一職由香港人擔任。